# إعلان استقلال الملايو
إعلان استقلال الملايو (الملايو: Pemasyhuran Kemerdekaan تاناه ملايو جاوي: ڤمشهوران كمرديكاءن تانه ملايو)، والمعلن قيامها رسميا في 31 أغسطس عام 1957، من قبل تنكو عبد الرحمن، أول رئيس وزراء لاتحاد الملايو. في احتفال أقيم على ملعب مرديكا، تمت قراءة وثيقة الإعلان في تمام الساعة 09:30 صباحًا بحضور الآلاف من مواطني الملايو وحكام الملايو والشخصيات الأجنبية. يعترف الإعلان بتأسيس اتحاد مالايا مستقل وديمقراطي، والذي أصبح ساري المفعول عند إنهاء الحماية البريطانية على تسع ولايات من الملايو ونهاية الحكم الاستعماري البريطاني في مستوطنتي المضيق، ملقا وبينانغ.
وقع وثيقة الإعلان تونكو عبد الرحمن، الذي تم تعيينه أول رئيس وزراء للبلاد. يتم الاحتفال بالحدث سنويًا في ماليزيا مع اليوم الوطني Hari Merdeka.

## تاريخ الاستقلال
تم تحديد موعد لاستقلال اتحاد الملايو في 31 أغسطس 1957 بعد قيام كلا من تنكو عبد الرحمن وحاجي سليمان بالستين، وحاجي أحمد بدوي، وعدد آخر من قادة المنظمة الوطنية الماليزية المتحدة باستشارة الشيخ عبد الله فهيم، وهو أحد أهم العلماء في كيبالا باتاس، بينانغ. وفقًا للشيخ عبد الله فهيم، إذا لم يمنح البريطانيون الاستقلال لملايا في 31 أغسطس 1957، فسيكون الموعد المناسب التالي هو 31 أغسطس 1962. كان السبت 31 أغسطس 1957 كما يقول الشيخ عبد الله فهيم (عام خير اتانا). تم تأكيد ذلك في مسيرة تحالف في فبراير عام 1956 في ملقا بعد وصول تنكو من المملكة المتحدة.

## حفل الإعلان
في ليلة 30 أغسطس 1957، تجمعت الحشود في Royal Selangor Club Padang في كوالالمبور لمشاهدة تسليم السلطة من البريطانيين. وصل رئيس الوزراء المكلف تونكو عبد الرحمن في الساعة 11:58 وانضم أعضاء فرق شباب حزب التحالف في دقيقتين من الظلام. في منتصف الليل، أُضيئت الأنوار مرة أخرى، وتم خفض علم الاتحاد في الميدان. رفع علم الملايو الجديد عندما عُزف النشيد الوطني ناكاراكو. وأعقب ذلك سبع هتافات من «مرديكا» من قبل الحشود. ألقى تونكو عبد الرحمن في وقت لاحق خطابًا أشاد فيه بالاحتفال ووصفه بأنه «أعظم لحظة في حياة شعب الملايو». قبل إلقاء الخطاب على الحشود، حصل على قلادة من قبل ممثلين عن شباب حزب التحالف تكريما لهذه المناسبة العظيمة في التاريخ، منقوشة عليها خريطة الملايا. انتهى الحدث في الساعة الواحدة صباح اليوم التالي.
في صباح يوم 31 أغسطس 1957، انتقلت الاحتفالات إلى استاد Merdeka المكتمل حديثًا. شاهد أكثر من 20,000 شخص الحفل، الذي بدأ في الساعة 9:30 صباحا وكان من بين الحاضرين حكام ولايات الملايو، وكبار الشخصيات الأجنبية، وأعضاء مجلس الوزراء الاتحادي، والمواطنين. أعطى ممثل الملكة، دوق غلوستر، تونكو عبد الرحمن أداة الاستقلال. ثم انتقل تنكو عبد الرحمن لقراءة الإعلان، والتي بلغت ذروتها مع هتاف "Merdeka!" سبع مرات مع الحشود. استمر الاحتفال برفع العلم الوطني لمالايا مصحوباً بالنشيد الوطني الذي تلعبه فرقة عسكرية وتحية 21 طلقة، يليها رفع الأذان وصلاة شكر تكريما لهذه المناسبة العظيمة.
تلا ذلك اليوم التثبيت الرسمي لتنكو عبد الرحمن من نيجري سيمبيلان، في جالان أمبانج، وأول مأدبة تثبيت على شرفه في المساء تلاها عرض رائع للألعاب النارية. شكلت الأحداث الرياضية وغيرها من الأحداث ولادة الأمة الجديدة.

## الوثيقة
تم كتابة وثيقة الإعلان بلغة الملايو بخط جاوي وكذلك باللغة الإنجليزية.
| بالمالاوية | بالعربية | بالإنجليزية |
| --- | --- | --- |
| دڠن نام الله يڠمها موره لاݢي مڠسيهاني⹁ سݢالا ڤوجي باݢي الله يڠ مها برکواس دان صلواة دان سلام کاءتس سکالين رسولڽ. | بسم الله الرحمن الرحيم. الحمد لله رب العالمين والصلاة والسلام على رسله | In the name of Allah, the Compassionate, the Merciful. Praise be to Allah, the Lord of the Universe and may the blessings and peace of Allah be upon His Messengers. |
| بهواساڽ اوليه کران تله تيباله ماسڽ باݢي اومة ڤرسکتوان تانه ملايو اين منچاڤي طرف سواة بڠسا يڠمرديکا لاݢي بردولة سام ستيمبل کدودقکنڽ دڠن سݢل بڠسا دسلوره دنيا. | حان الوقت الآن ليعيش شعب اتحاد مالايا في دولة حرة مستقلة ذات سيادة بين دول العالم | Whereas the time has now arrived when the people of the Persekutuan Tanah Melayu will assume the status of a free independent and sovereign nation among nations of the World |
| دان بهواسڽ اوله کران دڠن ڤرجنجين يڠدسبوة نماڽ ڤرجنجين ڤرسکتوان تانه ملايو تاهون 1957 يڠدڤربواة دانتارا دولي يڠمها مليا بݢندا کوءين دڠن دولي٢ يڠ مها مليا راج٢ نݢري ملايو مک تله دڤرستوجوءي بهاوا نݢري٢ ملايو ياءيت جوهر⹁ ڤهڠ⹁ نݢري سمبيلن⹁ سلاڠور⹁ قدح⹁ ڤرليس⹁ کلنتن⹁ ترڠݢانو⹁ دان ڤيرق سرة نݢري يڠدهولوڽ دنماکن نݢري سلت ياءيت ملاک دان ڤولو ڤينڠ مولاءي درڤد 31 هاريبولن اوݢس‌ة تاهون 1957⹁ هندقله منجادي سبواه ڤرسکتوان بهارو باݢي نݢري٢ يڠ برنام ڤرسکتوان تانه ملايو. | تم الاتفاق على اتفاقية اتحاد مالايا، 1957، بين الملكة وحكام دول الملايو، تم الاتفاق على أن ولايات الملايو في جوهور، باهانج، نيجري سيمبيلان، سيلانغور، كيداه، بيرليس، كيلانتان، ترينجانو وبيراك والمستوطنات السابقة لمالاكا وبينانغ اعتبارًا من 31 أغسطس 1957 تكون اتحادًا جديدًا للولايات باسم اتحاد مالايا. | And whereas by an agreement styled the Federation of Malaya Agreement, 1957, between Her Majesty the Queen and Their Highnesses the Rulers of the Malay States it was agreed that the Malay States of Johor، Pahang، Negeri Sembilan، Selangor، Kedah، Perlis، Kelantan، Terengganu and Perak and the former Settlements of Malacca and Penang should as from the 31st day of August, 1957, be formed into a new Federation of States by the name of Persekutuan Tanah Melayu |
| دان بهواسڽ اوله کران تله برستوجو ڤول دانتارا کدوا٢ ڤيهق دالم ڤرجنجين يڠترسبوة ياءيت ملاک دان ڤولو ڤينڠ هندقله درڤد تاريخ يڠترسبوة ايت تمت درڤد منجادي سبهاݢين درڤد ججاهن تعلوق بݢندا کوءين دان دولي يڠمها مليا بݢندا کوءين تيدق لاݢي برحق منجالنکن اڤ٢ جوا کدولاتن بݢندا داءتس کدوا٢ بواه نݢري يڠترسبوة ايت. | تم الاتفاق بين أطراف الاتفاق المذكورة على أن مستوطنتي ملقا وبينانغ المذكورين أعلاه اعتبارًا من التاريخ المذكور تنتهي سيادة الملكة عليها. | And whereas it was further agreed between the parties to the said agreement that the Settlements of Malacca and Penang aforesaid should as from the said date cease to form part of Her Majesty’s dominions and that Her Majesty should cease to exercise any sovereignty over them. |
| دان بهواسڽ اوله کران تله برستوجو ڤول دانتارا کدوا٢ ڤيهق يڠترسبوة ياءيت ڤرجنجين ڤرسکتوان تانه ملايو تاهون 1948⹁ دان سݢل ڤرجنجين٢ لاءين يڠاد سکارڠ دانتارا دولي يڠمها مليا بهندا کوءين دڠن دولي٢ يڠمها مليا راج٢ اتو ڤون ساله سئورڠ درڤد بݢندا٢ ايت سبلوم تاريخ يڠترسبوة هندقله دبطلکن مولاءي درڤد تاريخ ايت⹁ دان سموا قواتکواس٢ دان حق٢ دولي يڠمها مليا بݢندا کوءين اتو ڤون ڤرليمن‌ة نݢري يونيتيد کيڠدم دالم نݢري٢ سلت يڠترسبوة ايت اتو ڤون يڠبرهوبڠ دڠنڽ اتو نݢري٢ ملايو اتو ڤون ڤرسکتوان تانه ملايو سلورهڽ اداله تمت دڠن سنديريڽ. | | And whereas it was further agreed by the parties aforesaid that the Federation of Malaya Agreement, 1948, and all other agreements subsisting between Her Majesty the Queen and Their Highnesses the Rulers or any one of them immediately before the said date should be revoked as from the date and that all powers and jurisdiction of Her Majesty or of the Parliament of the United Kingdom in or in respect of the Settlements aforesaid or the Malay States or the Federation as a whole should come to an end |
| دان بهواسڽ اوله کران دولي يڠمها مليا بݢندا کوءين⹁ دولي٢ يڠمها مليا راج٢ ملايو⹁ ڤرليمن‌ة نݢري يونيتيد کيڠدم دان مجلس٢ اوندڠن ڤرسکتوان دان نݢري٢ ملايو تله ملولوسکن ڤرجنجين ڤرسکتوان تانه ملايو تاهون 1957 ايت برجالن قواتکواسڽ. | | And whereas effect has been given to the Federation of Malaya Agreement, 1957, by Her Majesty the Queen, Their Highnesses the Rulers, the Parliament of the United Kingdom and the Legislatures of the Federation and of the Malay States |
| دان بهواسڽ اوله کران سبواه ڤرلمبݢاءن باݢي کراجاءن ڤرسکتوان تانه ملايو تله دتنتوکن منجادي سواة قانون يڠ معتمد باݢيڽ. | | And whereas a constitution for the Government of the Persekutuan Tanah Melayu has been established as the supreme law thereof |
| دان بهواسڽ اوله کران ڤرلمبݢاءن ڤرسکتوان يڠ ترسبوة ايت مک اد دسدياکن شرط انتوق منجاݢ کسلامتن حق٢ دان کاءوتماءن دولي٢ يڠمها مليا راج٢ سرة حق٢ اساسي دان کبيباسن سکلين رعية دان انتوق مماجوکن ڤرسکتوان تانه ملايو دڠن امان دان دامي سرة تراتور سباݢي سبواه کراجاءن يڠ ممڤوڽاءي راج يڠبرڤرلمبݢاءن يڠبرداسرکن ديموقراسي چارا برڤرليمن‌ة. | | And whereas by the Federal Constitution aforesaid provision is made to safeguard the rights and prerogatives of Their Highnesses the Rulers and the fundamental rights and liberties of the people and to provide for the peaceful and orderly advancement of the Persekutuan Tanah Melayu as a constitutional monarchy based on Parliamentary democracy |
| دان بهواسڽ اوله کران ڤرلمبݢاءن ڤرسکتوان يڠ ترسبوة ايت تله دلولوسکن اوله سواة اوندڠ٢ يڠداداکن اوله مجلس اوندڠن ڤرسکتوان سرة دڠن اوندڠ٢ يڠداداکن اوله نݢري٢ ملايو دان دڠن کتتاڤن٢ ددالم مجلس اوندڠن نݢري ملاک دان ڤولو ڤينڠ⹁ دڠن دمکين ڤرلمباݢاءن ايت تله برجالن قواتکواسڽ ڤد 31 هاريبولن اوݢس‌ة تاهون 1957. | | And whereas the Federal Constitution aforesaid having been approved by an Ordinance of the Federal Legislatures, by the Enactments of the Malay States and by resolutions of the Legislatures of Malacca and Penang has come into force on the 31st day of August 1957, aforesaid. |
| مک دڠن نام الله يڠمها موره لاݢي مها مڠسيهاني⹁ ساي تڠکو عبدالرحمن ڤترا ابن المرحوم سلطان عبدالحميد حاليم شاه⹁ ڤردان منتري باݢي ڤرسکتوان تانه ملايو⹁ دڠن ڤرستوجوان دان ڤرکنن دولي٢ يڠمها مليا راج٢ نݢري٢ ملايو دڠن اين ممشهور دان ⹁ماءشتهارکن باݢي ڤيهق اومة ڤرسکتوان تانه ملايو بهوا مولاءي درڤد تيݢ ڤوله ساتو هاريبولن اوݢس‌ة تاهون سريبو سمبيلن راتوس ليم ڤوله توجه مک ڤرسکتوان تانه ملايو يڠ مڠندوڠي ددالمڽ نݢري٢ جوهر⹁ ڤهڠ⹁ نݢري سمبيلن⹁ سلاڠور⹁ قدح⹁ ڤرليس⹁ کلنتن⹁ ترڠݢانو⹁ ڤيرق⹁ ملاک دان ڤولو ڤينڠ دڠن ليمڤه رحمة الله سبحانه وتعالى اکن ککل منجادي سبواه نݢارا ديموقراسي يڠ مرديکا دان بردولة سرة برداسرکن کڤد کبيباسن دان کعديلن دان سنتياس منجاݢ دان مڠاوتماکن کسجهتراءن دان کسنتوساءن رعيتڽ دان مڠکلکن کاءمانن دانتارا سݢل بڠسا. | | Now, In the name of Allah the Compassionate, the Merciful, I Tunku Abdul Rahman Putra ibni Al-Marhum Sultan Abdul Hamid Halim Shah, Prime Minister of the Persekutuan Tanah Melayu, with the concurrence and approval of Their Highnesses the Rulers of the Malay States do hereby proclaim and declare on behalf of the people of the Persekutuan Tanah Melayu that as from the thirty first day of August, nineteen hundred and fifty seven, the Persekutuan Tanah Melayu comprising the States of Johor, Pahang, Negeri Semblian, Selangor, Kedah, Perlis, Kelantan, Terengganu, Perak, Malacca and Penang is and with Allah’s blessing shall be for ever a sovereign democratic and independent State founded upon the principles of liberty and justice and ever seeking the welfare and happiness of its people and the maintenance of a just peace among all nations. |